# Tachina senoptera
Tachina senoptera là một loài ruồi trong họ Tachinidae.